# Бачевски минерални води
Бачѐвски минера̀лни водѝ извират от три минерални извора и един сондажен кладенец в Разложкия хидротермален басейн. Разположени са между село Бачево и град Разлог на надморска височина от около 870 метра.
Дренират водите на Рилската водонапорна система. Общият дебит на Бачевските минерални води е около 11 литра в секунда и са с температура около 19 C. В химическо отношение водата е хидрокарбонатно-натриева, флуорна и е слабо минерализирана. Използва се за жлъчни, бъбречно-пикочни и чернодробни заболявания.